# Cricetulus
Cricetulus là một chi động vật có vú trong họ Cricetidae, bộ Gặm nhấm. Chi này được Milne-Edwards miêu tả năm 1867. Loài điển hình của chi này là Cricetulus griseus Milne-Edwards, 1867 (= Mus barabensis Pallas, 1773).

## Hình ảnh

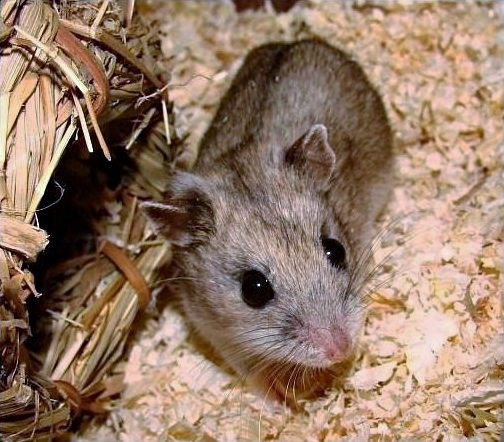

## Các loài
Chi này gồm các loài: